# Моше Даян
Моше Даян (на иврит משה דיין) е израелски офицер и политик. Той е началник-щаб на израелската армия по време на Суецката криза (1956-57) и военен министър по време на Шестдневната война и Войната от Йом Кипур. Както в родината си, така и за външния свят, той се превръща в символ на военните успехи на новата израелска държава.

## Военна кариера
Моше Даян е първото дете, родено в кибуца Дгания в Палестина, тогава част от Османската империя. През 1929 г., съвсем млад, се включва в Хагана, а през 30-те години е обучаван от британския офицер Орд Уингейт, организирал еврейски партизански групи в Палестина.
През 1939 г. Моше Даян е арестуван от британците след забраната на Хагана. След възстановяването на сътрудничеството между британските власти и Хагана през 1941 г., той се присъединява към австралийските войски, воюващи срещу френските сили в Сирия, където губи лявото си око.
По време на Арабско-израелската война от 1948 г. Даян заема различни длъжности. Първоначално командва защитата на долината на река Йордан, след това ръководи различни части на централния фронт. През 1949 участва в преговорите за сключване на примирие с Йордания.
Моше Даян особено допада на министър-председателя Давид Бен-Гурион и, заедно с Шимон Перес, се превръща в един от най-доверените му хора. След войната от 1948 г. бързо се издига във военната йерархия и през 1955 г. става началник-щаб на армията. В това качество той планира и провежда нападението в Синайския полуостров по време на Суецката криза от 1956, което му създава международна репутация на военен стратег. През 1958 г. напуска армията и се заема с политическа дейност.

## Политическа кариера
През 1959 г. Моше Даян е избран за депутат в Кнесета от лявата партия Мапаи, водена от Давид Бен Гурион и до 1964 г. е министър на земеделието. Заедно с други привърженици на Бен Гурион, през 1965 г. той се включва в отделилата се от Мапаи партия Рафи. Въпреки личната неприязън между двамата, с нарастването на международното напрежение през 1967 министър-председателят Леви Ешкол назначава Даян за военен министър.
Макар че не участва пряко в планирането на Шестдневната война от юни 1967 г., назначаването на Моше Даян допринася за успеха на Израел. След войната Даян, сред чиито качества скромността не е на първо място, полага големи усилия, за да си припише заслугата за победата. През следващите години той е много популярен в Израел и се очаква в бъдеще да оглави правителството. По това време Моше Даян е водач на твърдото крило в Партията на труда, към която през 1968 г. се присъединява Рафи, и се противопоставя на всякакво връщане на Израел в границите от преди 1967 г. С времето той смекчава позициите си и по-късно играе важна роля в сключването на мирно споразумение между Израел и Египет.
След смъртта на Леви Ешкол през 1969 г. Даян остава военен министър и при новия премиер Голда Меир. Той е на този пост и при катастрофалното начало на Войната от Йом Кипур, започнала на 6 октомври 1973 г., за което и той носи известна отговорност. В навечерието на войната, въпреки данните от разузнаването, той не обявява обща мобилизация, нито нанася превантивен удар срещу Египет и Сирия. Той очаква, че Израел ще успее да победи с лекота дори при нападение на арабите, а не иска Израел да бъде представен като агресор.
След тежките поражения през първите два дни на войната, Моше Даян е готов да обяви на пресконференция „падането на Третия храм“, но това му е забранено от министър-председателя Меир. Той дори започва да говори открито за използване на оръжия за масово унищожение срещу арабите. Все пак Даян успява да възвърне самообладанието си и успешно ръководи израелската армия през останалата част от войната.
След края на войната правителството на Меир пада, а, според негови познати, самият Моше Даян изпада в тежка депресия. През 1977 г., въпреки че е избран за депутат от Партията на труда, той става външен министър в правителството на Ликуд, начело с Менахем Бегин, което е посрещнато с неодобрение от много негови съпартийци. Като външен министър той играе важна роля в сключването на Кемпдейвидското споразумение, което прекратява войната с Египет. През 1979 напуска правителството, поради несъгласие с твърдата политика на премиера. На следващата година Моше Даян основава новата партия Телем, която се обявява за едностранно отделяне от Западния бряг и Ивицата Газа, но през октомври 1981 г. умира в Тел Авив от рак на дебелото черво.